# 1957 في العراق
فيما يلي قوائم الأحداث التي وقعت خلال عام 1957 في العراق.

## أحداث
- 28 أذار – إفتتاح معمل اسمنت سرجنار
- 15 ديسمبر – تكليف عبد الوهاب مرجان بمنصبرئيس الوزراء.

## مواليد

### يناير
- 1 يناير – أبو علي الأنباري
- 1 يناير – أردوان زاخويي
- 1 يناير – باهرة محمد عبداللطيف صحفية عراقية.
- 1 يناير – رزكار محمد أمين
- 1 يناير – سعد محمد رحيم كاتب عراقي.
- 1 يناير – عبد الحميد محمود التكريتي سياسي عراقي.
- 1 يناير – علي خضر عباس الزند مهندس، وإمام وخطيب، وواعظ ، ومرشد ديني.
- 1 يناير – مامە ريشە
- 1 يناير – هالة أيلا مصورة عراقية.
- 1 يناير – فيصل القصيري شاعر وناقد عراقي.
- 2 يناير – سعد الفقيه طبيب سعودي.

### فبراير
- 21 فبراير – هند كامل

### سبتمبر
- 12 سبتمبر – كاظم الساهر مغنٍ عراقي.

### أكتوبر
- 23 أكتوبر – أمير الموسوي

## وفيات

### يناير
- 1 يناير – عبد الجليل بن أحمد آل جميل (مواليد 1869) قاضي وفقيه ومحدث وعالم مسلم عراقي.
- 1 يناير – عبد الحسين شرف الدين (مواليد 1873)
- 1 يناير – عبد المجيد آل جميل قاضي وفقيه عراقي.
- 29 يناير – خيري الهنداوي (مواليد 1885) سياسي عراقي.

### يونيو
- 23 يونيو – إغناطيوس أفرام الأول برصوم (مواليد 1887)